# Grafboek
Een grafboek is een boek waarin per graf opgetekend werd wie erin begraven lagen. Echter, de inhoud van deze grafboeken kan verschillen. Soms werd erbij vermeld wie de overgebleven familieleden waren. Er werd ook vermeld wie de eigenaar of huurder van het graf was. Soms wordt er de begraafdatum bij vermeld. De grafboeken zijn veelal te vinden in de kerkelijke archieven.